# Selfie 69
Selfie 69 sau #Selfie 2: Cum să te măriți în trei zile  este un film românesc de comedie din 2016 regizat de Cristina Iacob. Rolurile principale au fost interpretate de actorii Maia Morgenstern, Olimpia Melinte, Crina Semciuc, Flavia Hojda, Alexandru Bogdan, Raluca Aprodu și Alex Buescu. Este continuarea filmului Selfie (2014).

## Prezentare
La doi ani după întâmplările din primul film ("Selfie"), cele trei personaje principale Roxi, Yasmine și Ana se reîntâlnesc la o petrecere (cu muzică techno hardcore) și fac un pariu cu privire la care dintre ele se va mărita prima în următoarele trei zile. După cele trei zile, cu fiecare îndeplinindu-și „pedepsele,” Roxi (Olimpia Melinte) cade „în capcană”, căsătorindu-se cu Magi (Vlad Logigan).

## Distribuție
- Maia Morgenstern — patroană de bordel,[2]
- Olimpia Melinte — Roxi,
- Crina Semciuc — Yasmine,
- Flavia Hojda — Ana,
- Maria Dinulescu — Sonia,
- Alexandru Călin — Brain,
- Vlad Logigan — Magi,
- Levent Sali — Mihai,
- Silvia Busuioc — Iulia,
- Mihaela Mihuț — Lili,
- Dorina Chiriac — Diaspora,
- Tudor Aaron Istodor — al doilea puști,
- Răzvan Vasilescu — tatăl Anei,
- Alina Chivulescu — Cecilia,
- Adela Popescu — mireasa,
- Codin Maticiuc — al cincilea bărbat (din București),
- Radu Vâlcan — primul bărbat (din București),
- Natalia Mateo — prima Piți,
- Corneliu Ulici — primul hipster,
- Raluca Aprodu — Laura,
- Gabriel Huian — al doilea coleg,
- Rudy Rosenfeld — primul bătrân,
- Alex Buescu — tânărul efeminat,
- Conn Horgan — un german,
- Răzvan Fodor — Sergiu,
- Ioana Florentina Dimitriu — prima fetiță de la nuntă,
- Ana Covalciuc — Răzvana,
- Marian Râlea — orbul,
- Alin State — primul traficant,
- Tudor Aaron Istodor — al doilea traficant,
- Emilia Dimitriu — a doua fetiță de la nuntă,
- Mihai Smarandache — politehnistul,
- Rareș Stoica — preotul de la aeroport,
- Sorin Miron — al doilea tip,
- Lidia Buble — a doua Piți,
- Tudor Roșu — băiatul din biserică,
- Camelia Zorlescu — bătrâna din autobuz,
- Daniel Măndiță — profesorul de tango,
- Alina Ilea — mama lui Brain,
- Alexandru Bogdan — Elvis,
- Petre Popa — al patrulea bărbat (din București),
- Aurel Pașca — al doilea hipster,
- Andrei Huțuleac — „Tocilarul”,
- George Popescu — al treilea bărbat (din București),
- Ionuț Jianu — barmanul clubului,
- Ștefan Sprianu — al doilea bărbat (din București).

## Producție
Filmările au început în aprilie 2015. Cheltuielile de producție s-au ridicat la 1.100.000 euro.

## Coloana sonoră
Coloana sonoră este semnata de Hahaha Production si include 34 de piese originale. 

## Primire
Selfie 69 este filmul romanesc cu cele mai mari incasari din ultimii 20 de ani. Acesta a inregistrat un numar de circa 150.000 de admisii in fata marilor ecrane si incasari din exploatarea in fata marilor ecrane de 2.5 mRON.